# Provo (Utah)
Provo je správní a největší město okresu Utah County ve státě Utah. K roku 2010 zde žilo 112 488 obyvatel. S celkovou rozlohou 114,4 km² byla hustota zalidnění 980 obyvatel na km².
Mottem města je Welcome Home (anglicky Vítejte doma).

## Partnerská města
- Nan-ning, Čína
- Čcheng-tu, Čína
- Míšeň, Německo

## Slavní rodáci
- Paul D. Boyer (1918–2018) – americký biochemik